# 1915 au cinéma
| Années du cinéma : 1912 - 1913 - 1914 - 1915 - 1916 - 1917 - 1918    |
| Décennies du cinéma : 1880 - 1890 - 1900 - 1910 - 1920 - 1930 - 1940 |

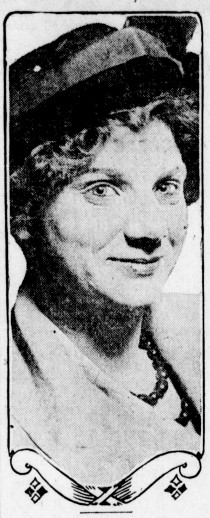
Actrice Vivian Marshall en 1915

Cet article présente les faits marquants de l'année 1915 au cinéma.

## Événements
- Février, France : Création du Service photographique et cinématographique des armées.
- Mars : Universal City est édifiée près de Hollywood par Carl Laemmle, fondateur de l’Universal Picture Corporation.
- 6 décembre : Max Fleischer dépose un brevet pour le rotoscope, un procédé pour réaliser les dessins-animés[1].

## Principaux films de l'année
- Janvier : Les Vautours de la mer de Victor Sjöström.
- Janvier : Charlot débute, premier film de Chaplin pour The Essanay Film Manufacturing Company.
- 12 janvier : Embrasse-moi, idiot de Frank Powell avec Theda Bara (première "vamp" du cinéma)
- 15 janvier : Le Golem de Henrik Galeen et Paul Wegener.
- 8 février : Naissance d'une nation, de David Wark Griffith, qui utilise pour la première fois la caméra mobile.
- 15 février : Charlot fait la noce de Charlie Chaplin avec Edna Purviance.
- 26 février : The Life of Abraham Lincoln de Langdon West avec Frank McGlynn Sr..
- 14 avril : Le Vagabond de Charlie Chaplin.
- Juin : La Folie du docteur Tube d'Abel Gance.
- 15 juin : Pirates Bold de Chester M. Franklin & Sidney Franklin.
- Août :
  - Ettore Fieramosca, film de Domenico Gaido et Umberto Paradisi (it).
  - Il capestro degli Asburgo, film de Gustavo Serena.
- 23 septembre : Le Timide (The Lamb), film de Christy Cabanne, avec Douglas Fairbanks.
- Octobre : Silvio Pellico de Livio Pavanelli
- 28 octobre : Assunta Spina de Gustavo Serena.
- Novembre : Les Vampires, film policier français à feuilleton de Louis Feuillade.
- 22 novembre : Ceux de chez nous, documentaire de Sacha Guitry.
- 13 décembre : Forfaiture, film américain de Cecil B. DeMille.

## Principales naissances
- 21 avril : Anthony Quinn, acteur mexicain († 3 juin 2001).
- 6 mai : Orson Welles, acteur et cinéaste américain († 10 octobre 1985).
- 15 mai : Mario Monicelli, cinéaste italien († 29 novembre 2010).
- 8 juillet : Nikolaï Krioukov, acteur soviétique († 17 avril 1993).
- 31 juillet : Henri Decaë, directeur de la photographie français († 7 mars 1987).
- 20 août : Michèle Alfa, actrice française († 24 août 1987).
- 29 août : Ingrid Bergman, actrice suédoise († 29 août 1982).
- 18 octobre : Grande Otelo, acteur et producteur brésilien († 26 novembre 1993).
- 7 décembre : Eli Wallach, acteur américain († 24 juin 2014).
- 12 décembre : Frank Sinatra, acteur et chanteur américain († 18 mai 1998).
- 15 décembre : Nina Alisova, actrice soviétique († 12 octobre 1996).

## Principaux décès
- 26 avril : John Bunny, acteur américain.
- 23 août : Vassili Gontcharov, réalisateur russe.